# Stone Gon'
Albums de Barry White
I've Got So Much to Give
(1973) Rhapsody In White
(1974)
Stone Gon' est le second album studio de Barry White sorti en 1973.

## Liste des chansons
| No | Titre                                    | Durée |
| -- | ---------------------------------------- | ----- |
| 1. | Girl it's true, Yes I'll always Love You | 8:36  |
| 2. | Honey Please, can't Ya see               | 5:11  |
| 3. | You're My Baby                           | 9:08  |
| 4. | Hard to believe that I found You         | 6:59  |
| 5. | Never, Never Gonna Give Ya Up            | 7:55  |

## Classements
| Classement (1973/1974)       | Meilleure position |
| ---------------------------- | ------------------ |
| Allemagne (Media Control AG) | 42                 |